# ЮFM
Радио Юность — государственная музыкальная радиостанция. Входит в состав Всероссийской государственной телерадиокомпании (ВГТРК).
Начала свою работу 16 октября 1962 года на базе Третьей программы Всесоюзного радио Государственного комитета Совета министров СССР по радиовещанию и телевидению. До 9 января 2014 года вещала в Москве и на многих региональных частотах в России, а также со спутников в пакетах русскоязычных радиопрограмм. 9 января 2014 года эфирное вещание было прекращено, трансляция продолжалась на официальном сайте радиостанции. 1 апреля 2015 года были остановлены все онлайн-потоки и трансляция со спутников «Триколор ТВ».
2 января 2018 года было возобновлено интернет-вещание. Эфир состоит из советской музыки 1960-1980-х годов и литературных постановок из собраний  Гостелерадиофонда.

## История

### Радиостанция «Юность»
- 4 октября 1947 года — запуск Третьей программы Всесоюзного радио[3].
- В 1957 году к VI Всемирному фестивалю молодёжи и студентов была образована Фестивальная редакция Гостелерадио СССР[4].
- Радиостанция «Юность» впервые появилась в эфире Москвы 16 октября 1962 года[5][6]. С 1962 по 1991 годы передачи радиостанции «Юность» не имели собственной частоты и выходили в разное время как тематические блоки в эфире 1-й и 3-й программы Всесоюзного радио.
- 26 января 1987 года ровно в 7:00 в эфире 3-й программы Всесоюзного радио появилась утренняя информационная программа радиостанции «Юность», которая получила название «Молодёжный канал». «Молодёжный канал» шёл в прямом эфире в 1987—1991 гг. с 6:00 до 8:20 (кроме субботы и воскресенья.) Исполнителем начальной заставки (джингла) программы "В эфире - Молодёжный канал!" был Игорь Тальков. Первыми ведущими прямого эфира были: Леонид Азарх и Наталья Бехтина (пн), Борис Боровский (вт), Леонид Сергеев (ср), Виталий Ушканов (чт), Олег Гробовников (пт). В эфире утреннего канала можно было услышать не только популярных исполнителей советской эстрады конца 1980-х годов — Аллу Пугачёву и Софию Ротару, но и никогда ранее не звучавшие в радиоэфире группы Nautilus Pompilius, «Кино», «Алиса». Кроме того, в эфире звучала и зарубежная музыка.

Справедливости ради надо заметить, что сотрудники радиостанции стали первыми, кому пришлось осваивать премудрости прямого эфира. В ту пору это было достаточно сложным (с технической стороны) делом хотя бы потому, что тогда не существовало удобных видов музыкальных носителей, коими сегодня являются компакт-диск, мини-диск и компьютер с его «примочками» и «прибамбасами». Всё то, что не говорилось живьём в микрофон, звучало с бобинных магнитофонов. По этой причине в эфире время от времени случались характерные «ляпы», например, пущенные задом наперёд репортажи или просто неожиданные остановки песен. А учитывая, что на «Юности» стали в огромных количествах заводить популярную зарубежную музыку, музыкальные редакторы с великим азартом доставали на толкучках редкие по тем временам фирменные пластинки, с которых и переписывали музыку на бобины.— Николай Фандеев, «Потоскуем по прошлому»
- 2 января 1990 года — начало выхода в эфир по 3-й программе Всесоюзного радио будничной предобеденной программы «Собеседник».
- 1 января 1991 года — 3-я программа Всесоюзного радио стала называться «Радио 2»
- 8 февраля 1991 года руководство радиовещанием по программе «Радио 2» (как и всего Центрального внутрисоюзного радиовещания) было передано «Всесоюзной государственной телерадиокомпании».
- 2 сентября 1991 года передачи радиостанции «Радио России» были переведены с программы «Радио 2» на отдельную программу, которая стала ретранслироваться по 1-му каналу проводного радиовещания пр всей сети распространения, ретрансляция программы «Радио 1» была вытеснена на 3-й канал проводного радиовещания, ретрансляция программы «Радио 2» вообще было вытеснено из сети проводного радиовещания, 20 октября того же года этой программе была передана частота 873 кГц, на которой раннее вещало «Радио 2». «Радио 2» от «Радио 1» перешла частота 792 кГц. В эфир «Радио России» перешла и программа «Собеседник», в течение недели выходившая в эфир параллельно и по ней и по программе «Радио 2».
- 27 декабря 1991 года «Радио 2» (вместе с радиостанциями «Маяк», «Радио-1», «Орфей») было передано Российской государственной телевизионной и радиовещательной компании «Останкино», образованной на базе ликвидированной «Всесоюзной ГТРК».
- 30 декабря 1991 года передачи радиостанции «Юность», выходившие по программе «Радио 1» были переведены на «Радио 2», заняв всю частоту, а 27 июля 1992 года «Радио 2» была окончательно переименована в «Молодёжный канал». Эфир был поделён на блоки: утренний, два дневных, вечерний — каждый блок мог выходить от 3 до 5 часов.
- В 1995 году издание 6 октября Президентом РФ Указа № 1019 «О совершенствовании телерадиовещания в РФ»[7] запускает процесс ликвидации РГТРК «Останкино».
- 17 мая 1996 года выходит Постановление Правительства РФ № 588 "Об общероссийской радиостанции «Юность — молодёжный канал»[8]. Вместе с Распоряжением ГК РФ по управлению государственным имуществом от 7 августа 1996 года № 921-р[9] оно закрепляет факт выхода «Юности» из состава ликвидируемой РГТРК «Останкино» и передаёт её в ведение Федеральной службы России по телевидению и радиовещанию.
- На основании Указа Президента РФ от 4 августа 1997 года № 823 «О совершенствовании структуры государственного радиовещания в Российской Федерации»[10] и Постановления Правительства РФ от 14 ноября 1997 года № 1461 "Об общероссийской государственной радиовещательной компании «Маяк»[11] создаётся ФГУП ОГРК «Маяк» путём слияния государственного предприятия «Радиостанция Маяк» и ОРС «Юность — молодёжный канал».
- 27 июля 1998 года ОГРК «Маяк» была включена в состав ВГТРК[12].
- В 2002 году заработал официальный сайт радиостанции.
- С начала 2003 года прекратилось вещание станции на территории Белоруссии[13].
- В соответствии с «Концепцией развития телерадиовещания в Российской Федерации на 2008—2015 годы», одобренной распоряжением Правительства РФ от 29 ноября 2007 года № 1700[14], предполагалось включить «Юность» в пакет обязательных общедоступных радиоканалов, но в окончательно утверждённый в 2009 году список она не вошла[15].

### Радио «ЮFM»
- 1 апреля 2008 года на радиостанции «Юность» начал происходить ребрендинг, и в связи со скорым выходом в FM-диапазоне она стала называться более коротко — «ЮFM»[16][17][18]. Эфир теперь наполнен преимущественно танцевальной музыкой, составлявшей и раньше значительную долю транслируемых станцией материалов. В начале часа больше не выходят традиционные общественно-политические новости, их заменили короткие «Ю-новости» на 15-й минуте часа, выходящие только в будни днём и освещающие события в мире музыки, кино, моды, спорта и других значимых сферах интересов слушателей.
- Изначально планировалось, что частота в московском FM-диапазоне будет 96,0 МГц[19], но договориться о предоставлении этой частоты не смогли. Поэтому ВГТРК была вынуждена арендовать у бизнесмена Александра Лебедева частоту 94,0 МГц[20]. С 24 октября 2008 года по 9 ноября 2009 года радиостанция ЮFM вещает в FM-диапазоне в Москве[21]. Старые позывные, напетые и подаренные когда-то «Юности» Игорем Тальковым, заменены. Однако по-прежнему приглашаются на эфиры различные знаменитости, регулярно продолжают выходить выпуски старейшей передачи «Полевая почта». Для людей, которые слушают радиостанцию давно, станция продолжает называться «Юность».
- В полдень 9 ноября 2009 года радиостанция ЮFM прекратила трансляцию на частоте 94,0 МГц, уступив её радио Пионер FM[22]. Вещание в диапазоне УКВ на частоте 68,84 МГц по-прежнему продолжилось.
- 27 ноября 2009 года в кафе-клубе «LookIn»[23] с 21:00 до 07:00 прошёл марафон в поддержку радиостанции. Вход был бесплатный. За вертушками можно было услышать резидентов «ЮFM»: Фисуна, Боброва, Романова, MarDee, FatCat, Swanky Tunes, Darsay, Фонаря, M.Pravda, ведущими были Сергей Чумаченко и Ефим Юсупов[24].
- 7 марта 2010 года была закрыта легендарная программа «Полевая почта «Юности», посвящённая письмам военнослужащих, выходившая в эфир более 40 лет.
- 1 апреля 2010 года была упразднена новостная служба «ЮFM». Последний выпуск новостей провела Алина Носачёва 26 марта 2010 года.
- В мае 2010 года радиостанция прекратила вещание в диапазонах ДВ (153 кГц) и СВ (792 кГц)
- 23 февраля 2011 года «Полевая почта «Юности» вернулась в эфир в виде коротких тематических рубрик по субботам.
- В сентябре 2011 года на сайте радиостанции «Эхо Москвы»[25] появилась новость о том, что 3 октября 2011 года на частоте «ЮFM» в Москве (УКВ 68,84 МГц) будет запущено «Радио России». Информация не подтвердилась.
- 6 августа 2013 года ЮFM прекратило вещание в Петропавловске-Камчатском[26] и Магадане[27], уступив частоты «Радио России».
- 9 января 2014 года ЮFM прекратило трансляцию на всех радиочастотах России[28][29][30][31][32][33][34], кроме Калуги (частота 100,6 МГц). В УКВ-2 заменено на Радио России, в УКВ-1 частоты отключены, за исключением Москвы (в Москве заменено на радио Наше Подмосковье). ЮFM сохранило вещание в интернете и в составе радиопакета «Триколор ТВ». Также до 5 сентября 2014 года в Калуге на частоте 100,6 МГц работала калужская версия ЮFM[35] (эфир отличался от московского[36]).
- С 1 ноября 2014 года корпус линейных ведущих и резидентов распущен, станция вещает в автоматическом режиме[37].
- 13 декабря 2014 года ЮFM сменило формат в сторону классических джаз / блюз / кантри композиций. Периодически в эфире продолжают появляться танцевальные треки, а также популярная музыка наших дней.
- 1 апреля 2015 года за несколько минут до полудня трансляция всех официальных аудиопотоков прервалась, что фактически означало полное прекращение вещания[38].
- 2 апреля 2015 года на официальном сайте станции (www.radiounost.ru) появился баннер с надписью «СКОРО ЮFM».
- 6 апреля 2015 года Радио Юность появилось в виде ежедневного ночного блока на радиостанции «Маяк»: вначале с 3:00 до 5:00 (до 6:00 по выходным), затем с 4 августа 2015 года — с 0:00 до 6:00. Последний раз программа вышла в эфир 22 февраля 2016 года[39].
- В июне 2015 года ЮFM также завещало на сайте www.radiou.ru (ранее являлся зеркалом официального сайта радиостанции) под именем «RadioU Dance Station» с прежними джинглами и рубрикой Classic Sound. Отличием от многочисленных фанатских потоков в сети являлось то, что над наполнением эфира работали бывшие сотрудники станции, в том числе бывший программный директор Ефим Юсупов. Станция работала нерегулярно, окончательно вещание прекратилось в июле 2016 года.

### Радиостанция «Юность». Возвращение к истокам
- 29 декабря 2017 года в эфире радио «Маяк» был анонсирован перезапуск радиостанции «Юность» в качестве совместного проекта ВГТРК и Гостелерадиофонда[40].
- 2 января 2018 года вновь заработали официальные онлайн-потоки «Юности»[41]. В эфире зазвучала советская музыка 1960-1980-х годов и литературные постановки. Новости, тематические передачи в эфире отсутствуют. Радиостанция работает в автоматическом режиме. В качестве позывных используется мелодия «Широка страна моя родная» в электронной обработке.
- 1 марта 2018 года сайт радиостанции возобновил работу.[42][43] На сайте отображался только логотип радиостанции и ссылки на официальные потоки. Позже в декабре 2020 года сайт радиостанции перестал работать, вещание перенесено на онлайн-платформу «Смотрим».

## Руководство
- Беда Александра Денисовна (1962—1963)
- Петерсон Альберт Жанович (1963—1964)
- Янчевский Вячеслав Владимирович (1964—1969)
- Фадеев Владимир Иванович (1969—1973)
- Широков Евгений Петрович (1973—1976)
- Гагаркин Александр Иванович (1976—1978)
- Кузнецов Тимофей Васильевич (1978—1980)
- Сагалаев Эдуард Михайлович (1980—1984)
- Непомнящий Борис Вениаминович (1984—1989)
- Давыдов Сергей Вячеславович (1989—1990)
- Павлов Евгений Васильевич (1990—1997)
- Федорко Владимир Станиславович (1997—1999)
- Мушастиков Игорь Владимирович (2000—2004)
- Зубков Андрей Юрьевич (2005—2007)
- Чижов Андрей Константинович (2008—2009)
- Ласкина Татьяна Александровна (2009—2014)

## Программы

### Молодёжная редакция Гостелерадио СССР (1962—1991)
- «Здравствуй, товарищ!» — утренняя программа по письмам и заявкам слушателей
- «Программа для строителей Байкало-Амурской магистрали»
- «Рабочая смена» — передача, адресованная молодому поколению рабочего класса. Знакомила с рабочими профессиями, рассказывала об училищах профтехобразования, о жизни, труде и отдыхе молодых рабочих, о становлении личности в коллективе. Целый ряд передач был посвящён передовым рабочим, удостоенным высокого звания Героя Социалистического Труда.
- «Когда им было двадцать» — документально-художественный цикл о выдающихся людях советского времени: Ю. Гагарине, В. Чкалове, Н. Островском, А. Гайдаре, С. Королёве.
- «Наследники Октября» — цикл передач, посвящённых юбилею Советской власти. В рамках цикла звучали рассказы о производственных коллективах — передовиках социалистического соревнования, о комсомольских вожаках, о героическом труде сельской молодёжи.
- «Радиоэстафета комсомольских дел» — цикл программ, выходивший в эфир в преддверии XXV съезда КПСС. Объединил передачи о комсомоле, о жизни и работе комсомольцев на ударных стройках, о вкладе молодёжи в развитие науки, техники и культуры. В передачах раскрывались преимущества советского образа жизни, масштабность трудовых успехов народа, реальность планов и задач, выдвинутых партией.
- «В Книгу почёта ЦК ВЛКСМ» — цикл, посвящённый героям труда.
- «Знамя ударной» — о становлении молодёжных коллективов, о проблемах организации труда, быта и учёбы молодёжи.
- «Молодёжи о классическом искусстве» — программа о шедеврах отечественной и мировой классической музыки и литературы
- «Круг вашего чтения» — знакомство с новинками современной литературы
- «Творчество молодых» — о творческих замыслах молодых работников культуры
- «В мире прекрасного» — литературно-музыкальная викторина
- «Для бойцов студенческих строительных отрядов» — основу передачи составляли рассказы о делах, заботах, трудовых свершениях студентов, живой обмен информацией, переклички командиров и комиссаров стройотрядов.
- «Ваш собеседник» — о проблемах нравственности, морали, о становлении личности, об истинных и мнимых ценностях, о необходимости овладения культурным наследием молодёжи рассказывают Татьяна Доронина, Александра Пахмутова, Майя Плисецкая, Родион Щедрин.
- «Молодёжный канал» — утренняя музыкально-информационная передача, начавшая выходить в январе 1987 года. Передача стала прорывом в отечественном радиовещании: на смену заранее отрепетированным и записанным передачам пришёл прямой эфир с его оперативностью и непредсказуемостью.
- «Вечерний курьер»
- Открытая студия «Юности» — дискуссионная рубрика Аллы Слонимеровой
- «Мир увлечений» — программа Татьяны Бодровой о музыкальных пристрастиях молодёжи
- «Музыкальный турнир»
- «Клуб любознательных»
- «Доверено молодым»
- «Галактика» — программа Олега Гробовникова, первый в советском радиоэфире "хит-парад"
- «45 минут в воскресной студии» — программа о новинках в мире музыки
- «В стране Бельканто» — программа Муслима Магомаева о музыке Италии
- «Музыкальный клуб „Полевой почты“»
- «Литературная пятница Юности на волнах Маяка»
- «Час интересного письма»
- «Аллея звёзд»
- «Музыканты улыбаются»
- «Твоё свободное время»
- «Эстрадное обозрение»
- «Интерклуб»
- «Песни, идущие рядом»
- «Колесо фортуны» — рекламно-развлекательная программа
- «Алло, „Юность“ слушает …»
- «Песня, гитара и я»
- «Село зовёт молодых»
- «От понедельника до субботы»
- «Дневник солдата» — страницы из радиодневника специального корреспондента рядового Кондратова.
- «С вами и для вас»

### 1991—1999
- «Марш-бросок», «Рок-наряд», «Курилка-дурилка» — авторские программы вокалиста группы «Тяжёлый день» Владимира Бажина
- «Техноромантики» — авторская программа Александра Яковлева об электронной музыке
- «Воскресный сквозняк» — программа Натальи Богачевой о творчестве легендарных музыкальных групп
- «Клуб настоящих фанатов» — программа Максима Сергейчева
- «Ветер 80-х» — интервью Максима Сергейчева с известными музыкантами восьмидесятых
- «Игра в города»
- «От Орфея до…»
- «Заходите ко мне, девочки» — программа Андрея Зубкова
- «Час болельщика» — спортивная программа
- «Факультет выживания»
- «Ритм 90-х»

#### Программы и рубрики в блоках
- «Разговор запросто»
- «Разговор начистоту»
- «Радиобиржа»
- «Пульс дня»
- «Депутатский клуб Молодежного канала»
- «Семейный круг»
- «Дом под звездным небом»

### 2000—2008
- «Будило шоу» — утренний информационно-музыкальный канал
- «Cool час» — анекдоты и розыгрыши
- «Музыка с приветом», «Апельсин» — приём звонков и писем слушателей с приветами и поздравлениями
- «ЮниХит» — хит-парад радиостанции
- «Радиомост Москва-Минск» — новости Союзного государства России и Белоруссии
- «Книгопад» — программа о новинках книжного рынка
- «Политпурга» — программа Армена Гаспаряна. Передача строилась на впечатлениях автора от политико-экономических событий дня, излагаемых в удивлённо-насмешливом фельетонном стиле со вставками из интервью политиков и музыкальными цитатами для пояснения сути происходящего.
- «Кулинарный техникум»
- «Молодёжь без наркотиков»
- «ClubStation» — авторская программа Сергея Чумаченко о клубной музыке
- «Время прихода» — интервью с известными актёрами, музыкантами
- «Железный занавес» — авторская программа Сергея Маврина о рок- и альтернативной музыке. В 2001 году заняла 1-е место среди авторских программ московских радиостанций, а ведущий получил диплом «Радио-star» как лучший DJ[44].
- «Отдушина» — психологическая программа Максима Качалова в формате телефонного диалога слушателя с ведущим
- Хит-парад лучших мобильных мелодий

### ЮFM (2008—2014)
- «Jem», «AlohaDance» — программы по музыкальным заявкам слушателей
- «ЮниХит» — официальный чарт радиостанции
- «UK TOP40» — британский хит-чарт
- «Хип-хоп мастер» — программа о рэп и хип-хоп музыке. Ведущий — Master Spensor.
- «Human Traffic» — авторское интерактивное шоу Dj Katrin Kittyx, посвящённое клубной жизни и музыке
- «Атлантика» — авторская программа Дениса Соколова о зарубежной поп-музыке
- «Made In Russia» — ведущие программы Dj Fisun и FM Юсупов представляют танцевальные ремиксы на известные российские и советские песни
- «Сказошная зона» — получасовые аудиокниги
- «Ломаный десерт», «Эволюция звука» — программы, посвящённые драм-н-бейс-музыке
- «Эхо Вселенной» — еженедельный обзор новинок в мире транс- и прогрессив- музыки, представленный проектом «CERERA»
- «Nocturnal Sunshine» — еженедельное интернет-радиошоу одного из пионеров трансовой сцены Matt Darey
- «Король танцпола» — программа о музыкантах и диджеях, повлиявших на развитие глобальной танцевальной культуры. Судьбы, факты, история успеха, интервью и много музыки! Автор и ведущий передачи — Dj FatCat.
- «Digital Emotions» — ночное радиошоу Владимира Фонарёва (Dj Фонарь)
- «Проспали!» — утренний тек-хаус сет Дмитрия Боброва
- «Бардак-шоу» — интерактивная развлекательная передача с конкурсами и призами
- «We are the breaks Radioshow» — первая федеральная радиопередача, посвящённая ломаным ритмам. Зажигательные миксы в стилях брейкс, драм-н-бейс, дабстеп. Ведущая — Dj Krizzz. Номинант международной премии Breakspoll Awards в 2012, 2013 и 2014 годах в номинации «Best Radioshow» («Лучшее радио-шоу»).
- «HARD DRIVE» — единственное радиошоу в FM-диапазоне, посвящённое хардстайл, дэнскор и хардкор-техно-музыке. Ведущий — Dj Fillter.
- "Полевая почта «Юности» — старейшая передача радиостанции, посвящённая письмам военнослужащих

## Новости
- 27 ноября 2009 года в кафе-клубе «LookIn»[23] с 21:00 до 07:00 прошёл марафон в поддержку радиостанции. Вход был бесплатный. За вертушками можно было услышать резидентов «ЮFM»: Фисуна, Боброва, Романова, MarDee, FatCat, Swanky Tunes, Darsay, Фонаря, M.Pravda, ведущими были Сергей Чумаченко и Ефим Юсупов[24].
- 2 апреля 2015 года на официальном сайте станции (www.radiounost.ru) появился баннер с надписью «СКОРО ЮFM».
- 29 декабря 2017 года в эфире радио «Маяк» был анонсирован перезапуск радиостанции «Юность» в качестве совместного проекта ВГТРК и Гостелерадиофонда[40].
- 1 марта 2018 года сайт радиостанции возобновил работу.[42][43] Теперь на нём лишь логотип радиостанции и ссылки на официальные потоки.

## Вещание
С 9 января 2014 года радиостанция «ЮFM» прекратила своё вещание в УКВ и FM-диапазонах, трансляция осуществляется в интернете на официальном сайте.

### Вещание прекращено

#### Россия
Заменено на Радио России
- Абаза 103,3
- Архангельск 102,0[45]
- Белая Глина 102
- Великие Луки 67,25
- Вельск 72,62
- Верхняя Салда 72,92
- Верхотурье 69,17
- Жирновск 71,51
- Красноуфимск 101,7
- Кущёвская 103,5
- Магадан 103,5[46]
- Милославское 101,8
- Мосолово 103,5
- Норильск 101,4
- Островной 106,1
- Петрозаводск 102,2[28]
- Петропавловск-Камчатский 102,0[47]
- Прокопьевская Салда 68,72
- Ржев 69,98[48]
- Ряжск 105,2
- Светлый 70,04
- Себеж 68,12
- Сия 70,73
- Скопин 106,9
- Сухиничи 101,3
- Урюпинск 88,00
- Черногорск 69,50

Заменено на другие радиостанции
- Владивосток 103,7 - заменено на Ретро FM
- Калуга 100,6[49] - заменено на Love Radio (5.09.2014)
- Москва 94,0 - заменено на Пионер FM (9.11.2009)
- Москва 68,84 - заменено на Наше Подмосковье[50] (10.06.2014)
- Якутск 107.1 - заменено на Радио Саха

Вещание свёрнуто
- Абакан 67,67
- Агинское 71,93
- Александров Гай 71,63
- Анадырь 100,5
- Анжеро-Судженск 71,30
- Астрахань 68,48
- Барда 69,92
- Барятино 73,19
- Белгород 873, 1503
- Белый 72,98
- Березники 66,20
- Билибино 104,7
- Биробиджан 999 кГц
- Боговарово 68,84
- Бологое 70,97
- Братск 70,28
- Важский 72,44
- Великий Устюг 69,62[32]
- Верхнеозерск 69,89
- Верховажье 71,51[32]
- Весьегонск 68,84
- Викулово 73,64
- Вологда 70,70
- Воркута 70,49
- Вохма 67,76
- Гари 70,61
- Грозный 69,17
- Ейск 72,71
- Екатеринбург 1377 кГц; 67,46
- Ермишь 67,19
- Жарковский 73,34
- Западная Двина 73,67
- Ибреси 1512
- Иваново 67,28
- Ижевск 70,40; 1251
- Инта 67,88
- Иркутск 1593; 71,27
- Йошкар-Ола 68,66; 69,17; 72,77
- Кадом 66,32
- Калининград 1116
- Калуга 70,43; 72,05; 73,70
- Каневская 66,74
- Карымское 71,30
- Кашин 70,04
- Кемерово 69,44
- Кизема 71,33
- Кимры 69,11
- Киров 69,92
- Клетня 73,10
- Клетский 72,50
- Ключевая 66,26
- Козьмогородское 69,08
- Козьмодемьянск 68,36
- Комсомольск-на-Амуре 630 кГц
- Конёво 68,45
- Котлас 70,76
- Красновишерск 72,89
- Краснодар 71,03
- Красноярск 71,42 УКВ, 936 кГц
- Красные Баки 72,08
- Кудымкар 66,41
- Кунгур 65,90
- Курган 72,65
- Лабинск 71,21
- Лапотково 72,50
- Ленинск-Кузнецкий 71,12
- Лесное-Конобеево 73,13
- Липецк 71,24
- Лукоянов 72,50
- Майкоп 67,10
- Максатиха 69,50
- Маложма 70,64
- Медынь 71,60
- Междуреченск 72,98
- Морщихинская 72,62
- Мосальск 67,76
- Москва 153 кГц, 792 кГц
- Мурманск 66,02
- Навля 66,59
- Нарьян-Мар 68,84
- Нелидово 68,69
- Нижнее Устье 69,53
- Новомихайловка 72,02
- Новосокольники 70,37
- Новочеркасск 1278 кГц
- Норильск 71,12
- Нюксеница 73,10[32]
- Няндома 69,41
- Обнинск 73,13
- Октябрьский 73,10
- Онега 71,96
- Первомайский 70,49
- Перелюб 68,00
- Петровск-Забайкальский 67,70
- Петропавловск-Камчатский 1008 кГц
- Пинюг 1458 кГц
- Плесецк 67,19
- Погорелое Городище 70,97
- Псков 71,99
- Пуксинка 69,11
- Рогачёво 70,37
- Рубцовск 68,12
- Рыбинск 67,76
- Самара 1422 кГц
- Самково 73,97
- Саратов 1278 кГц
- Селижарово 70,76
- Советский 72,77
- Солигалич 69,95
- Сочи 1539; 72,71
- Старый Оскол 873, 1512, 72,65
- Степное 69,50
- Сямжа 69,50[32]
- Тамбов 73,61
- Татарск 70,82
- Таштагол 72,47
- Тбилисская 67,76
- Тверь 1449 кГц
- Томск 68,00
- Торопец 68,87
- Унеча 72,95
- Урдома 67,94
- Успенка 71,69
- Усть-Илимск 66,80
- Хабаровск 71,24
- Хада-Булак 71,66
- Хилок 71,03
- Шилка 71,78
- Черёмушки 70,01
- Чита 69,08
- Чусовой 71,45
- Шадринск 67,22
- Шангалы 72,20
- Шемордан 70,52
- Шумиха 68,63
- Ярославль 69,56[51]
- Андрюшино 69,59
- Бубчиково 72,53
- Верхний Тагил 69,44
- Галич 70,46
- Ерёмино 70,22
- Карпогоры 68,84
- Красногорское 68,72
- Краснокаменск 72,98
- Мезень 69,71
- Муратково 72,23
- Нижнеиргинское 73,37
- Ново-Паньшино 72,11
- Пинега 69,77
- Пудлинговый 73,07
- Согра 68,75
- Строевское 73,31
- Ущелье 70,46
- Хамышки 69,92
- Черноисточинск 71,63
- Педасельга 891 кГц
- Барнаул 72,68[52]
- Владивосток 1377 кГц
- Нижний Новгород 1278 кГц
- Новороссийск 69,29
- Славянск-на-Кубани 68,48
- Уржум 66,14
- Шадринск 67,22
- Южно-Сахалинск 69,44 УКВ, 1575 кГц
- Якутск 864 кГц

#### СНГ
Армения
- Ереван - 1314 кГц

Белоруссия
- Витебск - 1197 кГц
- Гомель - 66.98 МГц
- Гродно - 67.76 МГц
- Минск - 1125 кГц
- Могилёв - 70.10 МГц

Казахстан
- Алма-Ата - 900 кГц
- Караганда - 68,96 МГц

Киргизия
- Бишкек - 1287 кГц

Узбекистан
- Ташкент - 1485 кГц

В некоторых регионах также велось вещание в цифровом формате DVB-T.

### Спутниковое вещание
С 5 сентября 2011 года станция вела спутниковое вещание на спутнике Eutelsat W7 в радиопакете «Триколор ТВ». Также до 2014 года вещание в открытом виде осуществлялось со спутников: Экспресс АМ3, Экспресс АМ33, Ямал-202.

## Интересные факты
В 1967—1968 годах в агитбригаде радиостанции «Юность» состояла юная и никому ещё не известная начинающая певица Алла Пугачёва. Именно с этой радиостанции у Пугачёвой началась карьера певицы и первые гастроли.

## Награды и премии
- Премия Ленинского комсомола (1982) — за работу по коммунистическому воспитанию молодёжи[57]